# Список экорегионов Бенина
Ниже приводится список экорегионов в Бенине, согласно Всемирному Фонду дикой природы (ВФП).

## Наземные экорегионы
по основным типам местообитаний

### Тропические и субтропические влажные широколистные леса
- Восточно-гвинейские леса
- Низинные леса Нигерии

### Тропические и субтропические луга, саванны и кустарники
- Лесная саванна Гвинеи
- Западные Суданские саванны

## Пресноводные экорегионы
по биорегиону

### Нило-Судан
- Прибрежная бухта
- Нижний Нигер-Бенуэ